# Регламент Государственной думы
Регламент Государственной думы Федерального собрания Российской Федерации — нормативный акт, регулирующий порядок работы Государственной думы, определяющий её внутреннее устройство и принятые в ней парламентские процедуры, в том числе порядок её участия в законодательной деятельности и иных вопросах, отнесённых к ведению палаты российской Конституцией. Не является законом.
Нынешний регламент был принят Государственной думой второго созыва 22 января 1998 года («Постановление Государственной Думы Федерального Собрания Российской Федерации
от 22 января 1998 года № 2134-II ГД»). В настоящее время действует с многочисленными изменениями, внесёнными в последующий период . Ранее действовал регламент, принятый думой первого созыва 27 марта 1994 года, а до него деятельность палаты регулировалась положениями временного регламента.
Обязанности по контролю за соблюдением регламента, обобщению предложений по его изменению и разъяснению отдельных его положений возлагается на Комитет ГД по Регламенту и организации работы Государственной думы.
Помимо регламента, деятельность палаты и её депутатов определяется федеральным законодательством.

## Структура
Регламент состоит из общих положений и семи разделов.
- Раздел I. Внутреннее устройство и органы Государственной Думы
  - Глава 1. Председатель Государственной Думы. Первые заместители Председателя Государственной Думы. Заместители Председателя Государственной Думы.
  - Глава 2. Совет Государственной Думы.
  - Глава 3. Фракции.
  - Глава 4. Комитеты и комиссии Государственной Думы.
  - Глава 4.1 Межфракционные рабочие группы[3]
- Раздел II. Общий порядок работы Государственной Думы
  - Глава 5. Начало работы Государственной Думы. Порядок проведения заседаний Государственной Думы.
  - Глава 6. Парламентские слушания.
  - Глава 7. Мероприятия в Государственной Думе.
  - Глава 8. Работа депутатов в избирателями.
  - Глава 8.1. Рассмотрение обращений граждан[4].
  - Глава 9. Обеспечение деятельности Государственной Думы.
  - Глава 10. Порядок голосования и принятия решений.
  - Глава 11. Контроль за использованием электронной системы.
- Раздел III. Законодательная процедура
  - Глава 12. Порядок внесения законопроектов в Государственную Думу и их предварительное рассмотрение.
  - Глава 13. Порядок рассмотрения законопроектов Государственной Думой.
  - Глава 14. Повторное рассмотрение федеральных законов, отклонённых Советом Федерации.
  - Глава 15. Повторное рассмотрение федеральных законов, отклонённых Президентом Российской Федерации.
  - Глава 16. Рассмотрение предложений о поправках и пересмотре положений Конституции Российской Федерации.
  - Глава 16.1. Осуществление Государственной Думой парламентского контроля при издании нормативных правовых актов, разработка и принятие которых предусмотрены федеральными законами[5].
- Раздел IV. Порядок рассмотрения Государственной Думой вопросов, отнесенных к её ведению
  - Глава 17. Утверждение кандидатуры на должность Председателя Правительства Российской Федерации, Заместителя Председателя Правительства Российской Федерации и федерального министра.
  - Глава 18. Рассмотрение вопросов, связанных с доверием Правительству Российской Федерации.
  - Глава 18.1. Рассмотрение вопроса о ежегодном отчёте Правительства Российской Федерации о результатах его деятельности[6].
  - Глава 19. Назначение на должность и освобождение от должности Уполномоченного по правам человека в Российской Федерации.
  - Глава 20. Назначение на должность и освобождение от должности Председателя счётной палаты Российской Федерации и половины состава её аудиторов.
  - Глава 20.1. Порядок рассмотрения вопросов, связанных с взаимоотношениями Государственной Думы и Счётной палатой Российской Федерации[7].
  - Глава 21. Порядок рассмотрения вопросов, связанных с взаимоотношениями Государственной Думы и Центрального банка Российской Федерации (банка России).
  - Глава 21.1 Направление представителей Государственной Думы в организации, создаваемые Российской Федерацией на основании федеральных законов, и иные органы и организации[8].
  - Глава 21.2 Осуществление Государственной Думой парламентского контроля в сфере бюджетных отношений[9].
  - Глава 21.3 Участие представителей Государственной Думы в правительственной комиссии[10].
  - Глава 22. Порядок выдвижения обвинений против Президента Российской Федерации.
  - Глава 23. Объявление амнистии.
  - Глава 24. Порядок назначения на должность членов Центральной избирательной комиссии.
- Раздел V. Внешнеполитические вопросы и международное сотрудничество
  - Глава 25. Порядок рассмотрения внешнеполитических вопросов.
  - Глава 26. Ратификация, прекращение и приостановление действия международных договоров Российской Федерации, согласие на обязательность которых для Российской Федерации выражено в форме федерального закона.
  - Глава 27. Международные связи Государственной Думы.
  - Глава 28. Порядок консультаций с комитетами Государственной Думы при назначении и отзыве дипломатических представителей.
  - Глава 29. Назначение специальных представителей Государственной Думы в международных межпарламентских и общественных организациях.
- Раздел VI. Порядок рассмотрения Государственной Думой вопросов взаимодействия Государственной Думы с Конституционным Судом Российской Федерации и Верховным Судом Российской Федерации
- Раздел VII. Заключительные положения

## Изменения
Новый регламент или изменения в существующий принимаются постановлением Государственной думы простым большинством голосов и вступают в силу с момента принятия, если прямо не указано обратное. Проект такого постановления может быть внесён на рассмотрение депутатами, фракциями, комитетами и комиссиями. Не предусмотренные регламентом необходимые процедуры вводятся большинством голосов от числа голосовавших депутатов и также действуют с момента принятия.
Регламент Государственной думы не имеет статуса закона и не должен противоречить действующему законодательству. Часть изменений в регламенте была обусловлена изменениями, внесённые в федеральные законы, определяющие деятельность палаты. Например, с отменой мажоритарных округов и запретом на смену фракции депутатом 9 октября 2007 года утратили силу положения о переходе из одной фракции в другую, перестало быть актуальным понятие «депутатская группа». Был изменён в целях соответствия новым законодательным нормам и порядок формирования фракций. Выход из состава фракции стал означать и прекращение депутатских полномочий.